# HL Тельца
HL Тельца (лат. HL Tauri) — звезда в созвездии Тельца. Находится в 450 световых годах от Солнца.
Это оранжевая переменная звезда класса K типа T Тельца, относящаяся к Молекулярному облаку Тельца. У неё обнаружен протопланетный диск и юпитероподобная планета. Возраст звезды составляет около 100 тысяч лет — она находится на раннем этапе звёздной эволюции.

## Протопланетный диск
Протопланетный диск, вращающийся вокруг звезды, очень массивный и яркий, что делает его удобным объектом для изучения. Британские учёные обнаружили по эмиссионным линиям, что в диске присутствуют скопления в виде крупных скалистых объектов и сгустков горячего газа. Это позволило астрономам сделать вывод, что возле звезды активно формируется планетная система. Дальнейшие исследования показали наличие как минимум одной экзопланеты.

## HL Тельца b
Британские астрономы из университета Сент-Андруса в Шотландии открыли у звезды планету — HL Тельца b. По массе она приблизительно в 14 раз больше Юпитера и вращается вокруг материнской звезды на расстоянии, превышающим орбиту Нептуна в два раза. Прецедент обнаружения планеты возле звезды, окружённой протопланетным диском, был — в системе TW Гидры. Однако уникальность данной экзопланеты состоит в том, что её возраст не превышает 2000 лет. Это самая молодая из известных на данный момент планет. Исследователи предполагают, что около 1600 лет назад мимо системы HL Тельца пролетела соседняя XZ Тельца, тоже молодая переменная звезда. Её гравитационное поле задело протопланетный диск, в результате чего начали активнее образовываться сгустки из пыли и газа, что в конечном итоге и привело к появлению HL Тельца b.